# Barranc de Seròs
El barranc de Seròs és un barranc dels termes municipals de Tremp (antic municipi de Gurp de la Conca) i Talarn.
Es forma a l'Obac de Gurp, al nord-oest de l'Acadèmia General Bàsica de Suboficials, per la trobada del barranc dels Lleons, que prové del nord-oest, i del barranc de Grau, que ho fa de ponent. Al cap de poc de formar-se rep, per l'esquerra i procedent del nord, la llau del Carant.
El barranc de Seròs marca una profunda vall emmarcada al nord per la serra on es troba el poble de Santa Engràcia i al sud per la carena que des de Talarn s'adreça a Gurp passant per l'Acadèmia General Bàsica de Suboficials.
Rep l'afluència de tot de llaus i barrancs de curt recorregut i molt pendent, entre les quals destaca, per l'esquerra, la llau de Gavarnau. Al darrer tram, quan arriba prop de Talarn, que queda al sud-est, passa per sota de l'antic poble de Castelló d'Encús, que queda al nord.
Passa pel nord i per l'est de la vila de Talarn, i va a abocar-se en la Noguera Pallaresa a sota i a ponent de la presa del pantà de Sant Antoni, a la bassa de la Pilona, al lloc conegut com les Creus, al nord de les Ínsules.